# Margaret Leighton
Margaret Leighton (født 26. februar 1922, død 13. januar 1976) var en engelsk teater- og filmskuespiller. Hun var kendt for sin udsøgte sans for storhed og raffinement. Hendes filmtitler tæller Lady Henrietta (1949), Calling Bulldog Drummond (1951), Affæren Carrington (1955) og Den bedste mand (1964). For Sendebudet (1971), vandt hun en BAFTA Award for bedste kvindelige birolle og blev nomineret til en Oscar for bedste kvindelige birolle.
Leighton begyndte sin karriere på scenen i 1938, før han sluttede sig til Old Vic og Broadway-debuterede i 1946. En fire-gange nominerede til en Tony Award, hun to gange vandt en Tony Award for bedste skuespillerinde i et skuespil; for de originale Broadway-produktioner af Separate Tables (1957) og The Night of the Iguana (1962). Hun vandt også en Emmy Award for en tv-version af Hamlet fra 1970.